# Viva (álbum de Camisa de Vênus)
Viva é o primeiro álbum ao vivo da banda brasileira Camisa de Vênus, gravado a partir de um show realizado no Caiçara Music Hall, em Santos, no dia 8 de março de 1986. Foi utilizada uma unidade móvel dos Estúdios nas Nuvens, do Rio de Janeiro para gravar a apresentação e, nos meses seguintes, a mixagem foi realizada nos Estúdios Mosh, em São Paulo. O disco foi lançado pela gravadora RGE, em julho de 1986.

## Antecedentes
Após o lançamento de Batalhões de Estranhos, em julho de 1985, o Camisa voltou à sua rotina de apresentações pelo país todo - especialmente, pelo sul do país, pelo interior de São Paulo e no Rio de Janeiro. Após um show nesta última cidade, no Parque Lage, em janeiro de 1986, André Midani - diretor da gravadora WEA, na época - foi ao camarim conversar com Marcelo Nova. Ele se mostrou impressionado com a performance do grupo e fez o convite para contratá-los. A banda ficou lisonjeada com o convite, mas explicou a Midani que ainda deviam um álbum para a RGE, por força do contrato.

## Gravação e produção
Após conversações, Midani, a banda e a RGE chegaram a um acordo: seria gravado um álbum ao vivo, a partir de uma apresentação da banda no Caiçara Music Hall, em Santos, no dia 8 de março de 1986. Midani indicou Pena Schmidt para produzir o disco, que seria gravado utilizando-se da unidade móvel dos Estúdios nas Nuvens, do Rio de Janeiro, e, posteriormente, mixado nos Estúdios Mosh, em São Paulo. Peninha e Marcelo iniciariam, assim, uma parceria de quatro álbuns - 3 do Camisa (Viva, Correndo o Risco e Duplo Sentido; e 1 da carreira solo do cantor (Marcelo Nova e a Envergadura Moral).

## Resenha musical
"My Way", que abre o lado B do disco, é uma versão da famosa canção na voz de Frank Sinatra e Elvis Presley, escrita por Paul Anka - versão, por sua vez, da canção francesa "Comme d'habitude". A versão do Camisa lembra mais aquela cantada por Sid Vicious no filme The Great Rock 'n' Roll Swindle, lançada, também, como single. "Silvia" é a terceira canção do lado B, tendo iniciado como uma brincadeira da banda em cima de "Sorrow", canção dos The McCoys regravada por David Bowie.

## Recepção

### Lançamento e censura
O álbum foi lançado em julho de 1986 pela gravadora RGE. Foi lançado, também, um compacto com a canção "Rotina".
Como já tinha alguma experiência com músicas suas sendo censuradas, Marcelo Nova decide - aproveitando a redemocratização, em 1985 - não enviar o álbum à apreciação do Departamento de Censura. Assim, em 15 de setembro de 1986, quando o álbum já encontrava-se com cerca de 75 mil cópias vendidas, foi recolhido pela Polícia Federal por ordens da Censura. O próprio Marcelo Nova presenciaria a ação da Polícia Federal enquanto olhava as novidades em uma loja de discos de São Paulo. Após este episódio, o álbum teve oito de suas dez músicas censuradas por conterem linguagem inapropriada. Entretanto, apesar da proibição de execução radiofônica e, talvez, devido ao impulso conseguido com as notícias da censura do álbum - uma de suas canções, Silvia, recebeu boas execuções radiofônicas -, suas vendas atingem a marca de 180 mil, rendendo um disco de ouro para a banda.

### Fortuna crítica
| Críticas profissionais    | Críticas profissionais |
| Avaliações da crítica     | Avaliações da crítica  |
| Fonte                     | Avaliação              |
| ------------------------- | ---------------------- |
| Zona Punk (2005)          | Favorável              |
| Estado de S. Paulo (1986) | Favorável              |

Wladimyr Cruz, escrevendo para a página Zona Punk, faz uma resenha absolutamente favorável ao disco, tido como um dos marcos da música punk rock no Brasil, além de trazer a banda em sua melhor fase, desfilando sucessos cantados em uníssono pelo público e novas canções com forte apelo. O autor descreve a banda como sendo "Marcelo Nova encarnando um Iggy Pop soteropolitano, gritando palavras de (des)ordem e de puro niilismo". Alberto Villas e Fernando Naporano, escrevendo para o Estadão, fazem, também, uma crítica extremamente favorável ao álbum, elogiando muito a presença de palco da banda e o fato de conseguirem fazer sucesso na periferia das cidades brasileiras. Elogiam, ainda, o rock and roll puro da banda, sem rótulos, chamando a sua performance de demolidora. Ressaltam que a banda "ataca de forma libertina e visceral o ponto mais crucial da panorâmica brasileira: a normalização". Elegem o grupo, assim, como legítimos herdeiros de Raul Seixas, misturando o roqueiro baiano com o punk inglês.

### Relançamento em CD
Em 1992, o álbum foi relançado em CD, entretanto foi retirada a música Rotina, bem como foi cortado o discurso que Marcelo Nova fazia antes de Silvia, em "homenagem" ao Dia Internacional da Mulher. Foram, ainda, adicionadas faixas como bônus, entretanto, elas são apenas as versões de estúdio já presentes no primeiro e no segundo álbuns da banda.

## Legado
Este é um dos primeiros discos nacionais a conter palavrões e imperfeições técnicas, como microfonia, tendo em vista que ele não passou por técnicas de remixagem (como overdubs, por exemplo).

## Faixas

### Lançamento original
| Lado A |                            |                                            |         |  |
| N.º    | Título                     | Compositor(es)                             | Duração |  |
| 1.     | "Eu Não Matei Joana D'Arc" | Gustavo Mullem / Marcelo Nova              | 4:28    |  |
| 2.     | "Hoje"                     | Karl Hummel / Marcelo Nova                 | 4:28    |  |
| 3.     | "Homem Forte"              | Karl Hummel / Marcelo Nova                 | 3:49    |  |
| 4.     | "Solução Final"            | Karl Hummel / Marcelo Nova                 | 3:22    |  |
| 5.     | "Rotina"                   | Karl Hummel/ Gustavo Mullem / Marcelo Nova | 4:42    |  |

| Lado B         |                |                                                                                               |         |  |
| N.º            | Título         | Compositor(es)                                                                                | Duração |  |
| 1.             | "My Way"       | Claude François / Jacques Revaux / Gilles Thibault / Versão: Paul Anka / Versão: Marcelo Nova | 4:43    |  |
| 2.             | "Bete Morreu"  | Marcelo Nova / Robério Santana                                                                | 2:50    |  |
| 3.             | "Silvia"       | Marcelo Nova / Robério Santana                                                                | 5:16    |  |
| 4.             | "Metástase"    | Karl Hummel / Marcelo Nova                                                                    | 5:04    |  |
| 5.             | "O Adventista" | Karl Hummel / Marcelo Nova                                                                    | 5:42    |  |
| Duração total: | Duração total: | Duração total:                                                                                | 44:29   |  |

### Relançamento em CD
| Lista de faixas |                                          |                                                                                               |         |  |
| N.º             | Título                                   | Compositor(es)                                                                                | Duração |  |
| 1.              | "Eu Não Matei Joana D'Arc"               | Gustavo Mullem / Marcelo Nova                                                                 | 4:25    |  |
| 2.              | "Hoje"                                   | Karl Hummel / Marcelo Nova                                                                    | 5:30    |  |
| 3.              | "My Way"                                 | Claude François / Jacques Revaux / Gilles Thibault / Versão: Paul Anka / Versão: Marcelo Nova | 4:44    |  |
| 4.              | "Bete Morreu"                            | Marcelo Nova / Robério Santana                                                                | 2:49    |  |
| 5.              | "Silvia"                                 | Marcelo Nova / Robério Santana                                                                | 4:15    |  |
| 6.              | "Metástase"                              | Karl Hummel / Marcelo Nova                                                                    | 5:15    |  |
| 7.              | "O Adventista"                           | Karl Hummel / Marcelo Nova                                                                    | 5:28    |  |
| 8.              | "Solução Final"                          | Karl Hummel / Marcelo Nova                                                                    | 3:20    |  |
| 9.              | "Homem Forte"                            | Karl Hummel / Marcelo Nova                                                                    | 3:46    |  |
| 10.             | "Negue"                                  | Adelino Moreira / Enzo de Almeida Passos                                                      | 4:04    |  |
| 11.             | "Dogmas Tecnofacistas"                   | Karl Hummel / Marcelo Nova                                                                    | 1:59    |  |
| 12.             | "Lena"                                   | Karl Hummel / Marcelo Nova                                                                    | 4:49    |  |
| 13.             | "Gotham City"                            | José Carlos Capinam / Jards Macalé                                                            | 3:30    |  |
| 14.             | "Ladrão de Banco"                        | Gustavo Mullen / Karl Hummel / Marcelo Nova                                                   | 3:32    |  |
| 15.             | "Batalhões de Estranhos"                 | Karl Hummel / Marcelo Nova                                                                    | 2:27    |  |
| 16.             | "Coiote no Cio (The Pink Panther Theme)" | Henry Mancini                                                                                 | 0:56    |  |
| Duração total:  | Duração total:                           | Duração total:                                                                                | 59:49   |  |

## Certificações
| País   | Provedor | Certificação | Vendas    |
| ------ | -------- | ------------ | --------- |
| Brasil | ABPD     | Ouro         | : 180 mil |

## Créditos
Créditos dados pelo Discogs e pelo IMMUB.

### Músicos
- Marcelo Nova: Vocal
- Karl Hummel: Guitarra base
- Gustavo Mullem: Guitarra solo
- Robério Santana: Baixo elétrico
- Aldo Machado: Bateria

### Ficha técnica
- Produção: Pena Schmidt
- Gravado com a unidade móvel dos Estúdios nas Nuvens, do Rio de Janeiro
  - Engenharia de som: Pena Schmidt e Ricardo Garcia
  - Assistente de som: Arthur Bello
- Mixado nos Estúdios Mosh, em São Paulo
  - Mixagem: Ricardo Carvalheira (Franjinha) e Roberto Ramos
  - Assistentes de mixagem: Luís Paulo e Rui
- Instrumentos: Baca
- Capa: Isabelle Van Oost
- Foto: Rui Mendes